# アル・プラザ長浜
アル・プラザ長浜（アル・プラザながはま）は、滋賀県長浜市小堀町にある、平和堂のショッピングセンターである。

## 概要
- 住所：滋賀県長浜市小堀町450
- 建物：地上6階建
- 営業時間：午前10時00分から午後9時まで
- 駐車場：1,200台

## 歴史
- 1996年（平成8年）11月15日 - 開業[1]。
- 2022年（令和4年） - 改装工事が行われ、同年9月16日に無印良品がオープンした[2]。

## フロア構成
| 階   | アル・プラザ長浜フロア概要 |
| ---- | -------------------------- |
| 屋上 | 屋上駐車場                 |
| 5階  | 駐車場                     |
| 4階  | 駐車場                     |
| 3階  | 駐車場                     |
| 2階  | ファッションと遊びのフロア |
| 1階  | 食品と暮らしのフロア       |

主なテナント
- 無印良品 アル・プラザ長浜店
- ダイソー アルプラザ長浜店
- モスバーガー アルプラザ長浜店